# ساختمان گلدن
ساختمان گلدن (به انگلیسی: Gledden Building) یک ساختمان در استرالیا است که در استرالیای غربی واقع شده‌است.